# Коле ди Тора
Ко̀ле ди То̀ра (на италиански: Colle di Tora) е село и община в Централна Италия, провинция Риети, регион Лацио. Разположено е на 542 m надморска височина. Населението на общината е 380 души (към 2010 г.).